# Emarcusia morroensis
Emarcusia morroensis Roller, 1972 è un mollusco nudibranchio della famiglia Facelinidae. È l'unica specie nota del genere Emarcusia.